# Lâu đài Windsor

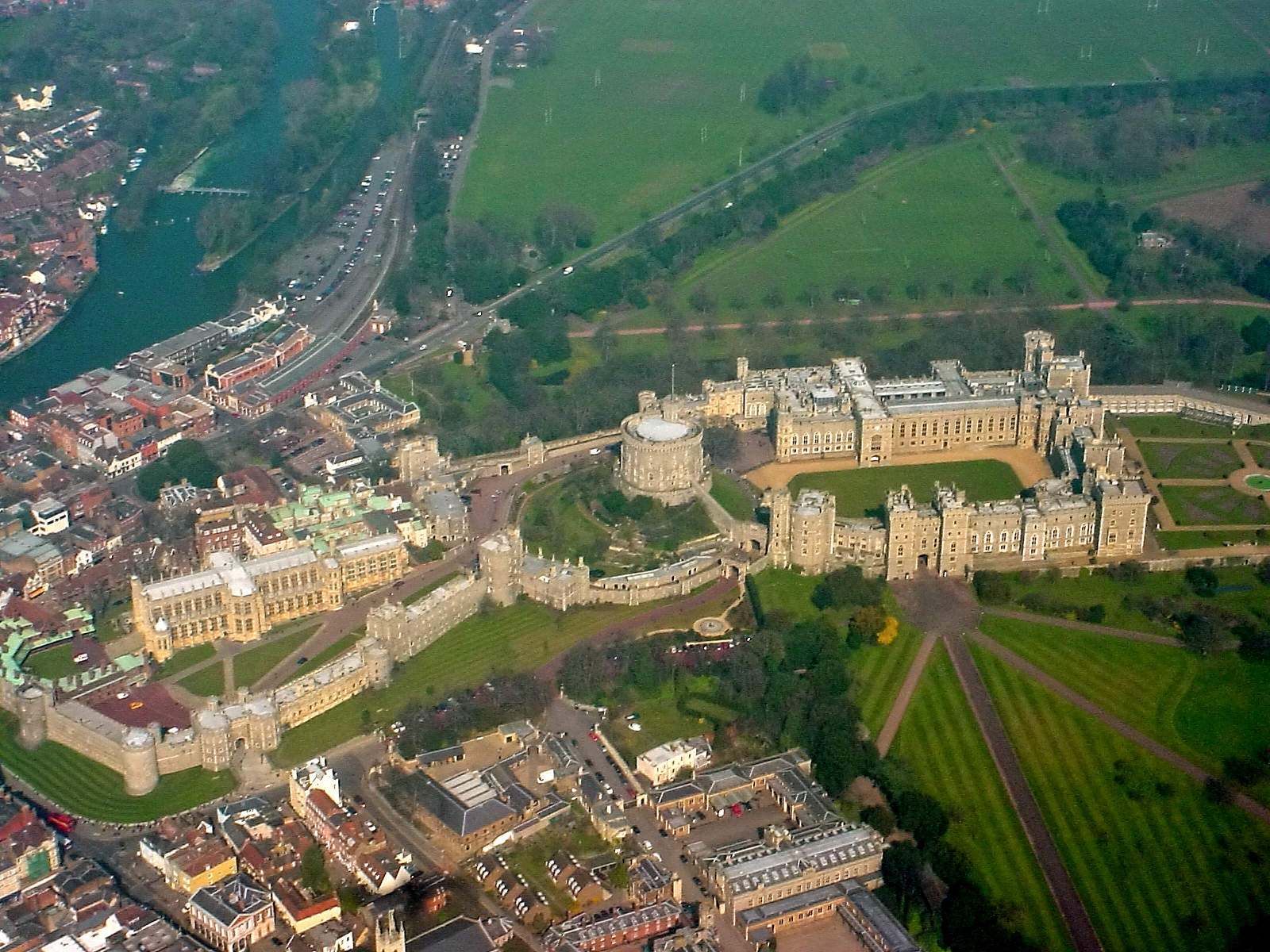
Hình chụp từ trên không của tòa lâu đài

Lâu đài Windsor, thuộc thị trấn Windsor tại Berkshire Anh Quốc, là lâu đài lớn nhất thế giới còn có người ở. Tổng diện tích toàn khu vực bao gồm vòng thành, lâu đài và thị trấn nhỏ là 13 mẫu Anh (5,3 hécta).
Cùng với Cung điện Buckingham tại Luân Đôn và Cung điện Holyrood tại Edinburgh, lâu đài Windsor là một trong những nơi ở của hoàng gia Anh. Nữ hoàng Elizabeth II dành rất nhiều kì nghỉ cuối tuần trong năm tại lâu đài này, sử dụng cho cả nhu cầu giải trí cá nhân cũng như những công việc của quốc gia.
Phần lớn vua và nữ hoàng Anh, sau đó là vua và nữ hoàng Vương Quốc Anh, đều có những ảnh hưởng trực tiếp tới việc xây dựng và phát triển của lâu đài. Nơi đây giữ nhiệm vừa là pháo đài, nhà ở, cung điện chính và đôi khi là cả nhà tù của những hoàng thân Anh. Lịch sử của tòa lâu đài có gắn chặt với lịch sử của các triều đại ở nước Anh. Khi quốc gia hòa bình thì tòa lâu đài được mở rộng và phát triển thành nhiều khu rộng lớn, nhưng khi đất nước có chiến tranh nó lại biến thành các công sự và hình dạng của nó tiếp tục phát triển cho tới ngày nay.